# Congregazione dell'abbondanza di Parma
La Congregazione dell'abbondanza di Parma fu un organo della comunità, (l'equivalente dell'attuale comune) presieduto dal governatore di nomina ducale con il compito di curare l'annona, procurare e conservare il grano e rivenderlo, se necessario, a prezzi calmierati. Sotto i Borbone venne sostituita nei suoi compiti dalla prima real giunta d'annona, riformata poi nel 1764 e nel 1772 ed infine soppressa nel 1806 nell'ambito di una più generale abolizione di tale istituto.
La vigilanza sulle derrate era assicurata anche da altre istituzioni di origine comunale.